# Zabriddea, Cerneahiv
Zabriddea (în ucraineană Забріддя) este localitatea de reședință a comunei Zabriddea din raionul Cerneahiv, regiunea Jîtomîr, Ucraina.
Localitatea face parte din regiunea istorică Volânia, iar după tratatul de pace de la Riga din 1921 a devenit parte a Uniunii Sovietice.

## Demografie
Componența lingvistică a localității Zabriddea
     Ucraineană (99,36%)
     Alte limbi (0,64%)
Conform recensământului din 2001, majoritatea populației localității Zabriddea era vorbitoare de ucraineană (99,36%), existând în minoritate și vorbitori de alte limbi.